# 鼎村
鼎村（かなえそん）は、鳥取県東伯郡にあった自治体である。1896年（明治29年）3月31日までは河村郡に属した。

## 概要
現在の三朝町余戸・片柴・坂本に相当する。
藩政時代には鳥取藩領の河村郡三朝庄（みささのしょう）に属する余戸村・片柴村・坂本村があった。
村名は合併3ヶ村が鼎の3本の脚のように共存提携して行くという意を込めたものである。しかし鼎村発足直後の1889年（明治22年）10月26日に坂本村より「自治区域御変更願」が提出され、「片柴・余戸両村とは民情が大いに異なる」「当村は山がちで耕地が狭いため山林の原野のおかげで無難な生活を送れたが、町村制第6条・82条を実施すれば坂本村民は生活が困難となる」などの理由から単独村設置運動が展開された。

## 沿革
- 1881年（明治14年）9月12日 - 鳥取県再置。
- 1883年（明治16年）- 連合戸長役場を片柴村に設置。
- 1889年（明治22年）10月1日 - 町村制施行により、余戸村・片柴村・坂本村が合併して村制施行し、鼎村が発足。旧村名を継承した3大字を編成。三徳村（初代）との組合役場を大字片柴村に設置[3]。
- 1896年（明治29年）4月1日 - 郡制の施行により、河村郡・久米郡・八橋郡の区域をもって東伯郡が発足し、東伯郡鼎村となる。
- 1914年（大正3年）9月11日 - 組合役場全焼により役場位置を大字片柴村1009番地に変更[4]。
- 1914年（大正3年）11月1日 - 「鼎村大字○○村」から大字の「村」を削除し、「鼎村大字○○」と改称[5]。
- 1917年（大正6年）9月27日 - 佐竹義史知事より「鼎村と三徳村を廃し、その区域を以って三徳村を置く」合併勧告が出される[1]。
- 1917年（大正6年）10月8日 - 村議会で統合案を可決。三徳側の議員の出席はなく、出席議員のみで可決された[1]。
- 1917年（大正6年）12月1日 - 三徳村（初代）と合併し、改めて三徳村（2代）が発足。同日鼎村廃止[1][6]。

## 行政

### 戸長
- 片柴村外十六ヶ村連合戸長役場（1883年 - 1889年）：鳥越孫三郎 - 岩崎吉太郎 - 椿新太郎[1][7]
管轄区域：片柴村・余戸村・坂本村（後の鼎村）、門前村・俵原村（後の三徳村）、大瀬村・横手村・山田村・三朝村・砂原村（後の三朝村）、神倉村・中津村（後の神中村）、吉田村・西尾村・高橋村・西小鹿村・東小鹿村（後の小鹿村）[1]

### 役場
1914年（大正3年）9月11日に片柴で82戸を消失する大火災があり役場も類焼した。これに端を発して翌年頃から役場を坂本への移転運動が行われ、それに応酬して片柴では反対の請願書が提出されるなど活発な動きが起きた。役場位置問題は村議会で数名の議員辞職者が出るなど紛糾したが、小鹿・三朝両村長が仲裁に入り、消失した位置よりやや坂本よりに建設することや片柴・余戸両区で工事費180円を寄附を行うことで1917年（大正6年）5月13日に解決した。

### 歴代組合村長
| 氏名       | 就任年月日                 | 備考                 |
| ---------- | -------------------------- | -------------------- |
| 鳥越孫三郎 | 1889年（明治22年）11月28日 |                      |
| 北岡隆蔵   | 1893年（明治26年）4月20日  |                      |
| 鳥越富蔵   | 1895年（明治28年）12月26日 |                      |
| 山岡久治郎 | 1896年（明治29年）2月27日  |                      |
| 鳥越彦市   | 1906年（明治39年）4月7日   |                      |
| 入江岩吉   | 1906年（明治39年）11月8日  |                      |
| 岸田栄吉   | 1907年（明治40年）6月27日  |                      |
| 内田朝蔵   | 1907年（明治40年）8月9日   |                      |
| 鳥越愛蔵   | 1915年（大正4年）10月19日  |                      |
| 岸田栄吉   | 1916年（大正5年）2月10日   |                      |
| 北岡隆蔵   | 1917年（大正6年）11月23日  | 合併後三徳村長に就任 |
| 参考文献 - |                            |                      |

## 教育
- 鼎尋常高等小学校（後に三朝町立三徳小学校→三朝町立東小学校となる）